# Прес-підбирач

Вихід готового рулона

Прес-підбирач — машина для підбирання з валків сіна або соломи з одночасним пресуванням їх в паки (тюки, рулони) шляхом обмотки шпагатом або дротом і виштовхуванням готового тюка або рулону на стіл скидання. При використанні прес-підбирача підвищується якість сіна, зменшуються витрати праці, втрати сіна і тривалість сушіння, так як для пресування підбирають сіно вологістю близько 26%.
Прес-підбирачі окремих виробників дозволяють пресувати рулони або тюки з високою щільністю, що дає змогу заготовляти сінаж з вологістю до 60% для подальшого пакування спеціальною плівкою. Такий корм може зберігатися до 2-3 років без втрати властивостей.